# Río San Bernabé
El río San Bernabé es un curso natural de agua que fluye en la Región de Magallanes y desemboca en la bahía Cordes, península de Brunswick, en la ribera norte del estrecho de Magallanes. 

## Historia
Luis Risopatrón lo describe en su Diccionario Jeográfico de Chile:: 796 
San Bernabé (Rio de) 53° 42' 71° 55' Corre hacia el S W i se vácia en el rincón N E del puerto de San Miguel de la bahía Cordes, del estrecho de Magallanes. 4, plano de la bahía Cordes, de Córdoba (1788); i 156; i Hondo en 1, vil, p. 502 (Sarmiento de Gamboa, 9 de febrero de 1580)?